# Heimspiel (Album)
Heimspiel ist ein Live-Album der deutschen Hip-Hop-Band Die Fantastischen Vier, das 2009 zur Feier des 20-jährigen Band-Jubiläums veröffentlicht wurde.

## Hintergrund
Die Fantastischen Vier hatten am 7. Juli 1989 ihren ersten Auftritt, als sie auf einer selbst gebauten Bühne in einem ehemaligen Kindergarten in Stuttgart-Wangen auftraten.
Das Konzert wurde am 25. Juli 2009 auf dem Cannstatter Wasen in Stuttgart vor knapp 60.000 Zuschauern aufgenommen. Die Band wurde dabei vom 80 Musiker  umfassenden Orchester des Minsker Bolschoi-Theaters begleitet. Das Konzert wurde seinerzeit auch im ZDFdokukanal live im Fernsehen ausgestrahlt und später als DVD bzw. Blu-ray veröffentlicht.

## Songverzeichnis

### CD 1
1. „Was geht“ – 7:02
2. „Der Picknicker“ – 4:40
3. „Jetzt geht’s ab“ – 2:17
4. „S.M.U.D.O. Ich bin halt so“ – 2:46
5. „Auf der Flucht“ – 2:31
6. „Du Arsch“ – 2:35
7. „Neues Land“ – 3:13
8. „Mehr nehmen“ – 4:43
9. „Pipis und Popos“ – 4:55
10. „Sie ist weg“ – 4:01

### CD 2
1. „Ich is ich is ich is ich“ – 4:54
2. „Le Smou“ – 4:35
3. „Beweg deinen Popo“ – 5:23
4. „Yeah Yeah Yeah“ – 5:04
5. „Spiesser“ – 3:01
6. „Krieger“ – 7:34
7. „Schizophren“ – 5:16
8. „Sommerregen“ – 5:57
9. „Fornika“ – 6:24
10. „MFG“ – 3:58

### CD 3
1. „Liebesbrief“ – 6:38
2. „Bring It Back“ – 3:16
3. „Troy“ – 6:35
4. „Die da“ – 5:35
5. „Einfach sein“ – 4:10
6. „Tag am Meer“ – 6:53
7. „Ernten was wir säen“ – 7:16
8. „Populär“ – 4:32